# Olympische Sommerspiele 2000/Handball
Bei den Olympischen Sommerspielen 2000 in der australischen Metropole Sydney fanden zwei Wettbewerbe im Handball statt. Austragungsort war The Dome and Exhibition Complex.
Die IHF bestimmte eine Allstar-Auswahl nach dem Ende der Turniere.

## Männer

### Medaillengewinner
| Gold | Silber | Bronze |
| --- | --- | --- |
| Russland Andrei Lawrow Igor Lawrow Stanislaw Kulintschenko Eduard Kokscharow Denis Kriwoschlykow Lew Woronin Alexander Tutschkin Wassili Kudinow Dmitri Torgowanow Pawel Sukosjan Dmitri Kuselew Oleg Chodkow Wjatscheslaw Gorpischin Sergei Pogorelow Dmitri Filippow Trainer: Wladimir Maximow | SchwedenTomas Svensson Martin Boquist Magnus Wislander Thomas Sivertsson Ola Lindgren Martin Frändesjö Mathias Franzén Johan Petersson Stefan Lövgren Pierre Thorsson Peter Gentzel Staffan Olsson Magnus Andersson Andreas Larsson Ljubomir Vranjes Trainer: Bengt Johansson | SpanienAntonio Ugalde Andrei Xepkin Rafael Guijosa Enric Masip Xavier O’Callaghan Iñaki Urdangarin Iosu Olalla Mateo Garralda Talant Dujshebaev Demetrio Lozano Jordi Núñez Alberto Urdiales Juan Pérez David Barrufet Antonio Carlos Ortega Trainer: Juan de Dios Román |

### Vorrunde

#### Gruppe A
| Rang | Land           | S | G | U | V | Tore    | Punkte |
| ---- | -------------- | - | - | - | - | ------- | ------ |
| 1    | Russland       | 5 | 4 | 0 | 1 | 129:121 | 8      |
| 2    | Deutschland    | 5 | 3 | 1 | 1 | 128:113 | 7      |
| 3    | BR Jugoslawien | 5 | 3 | 0 | 2 | 130:127 | 6      |
| 4    | Ägypten        | 5 | 3 | 0 | 2 | 122:115 | 6      |
| 5    | Südkorea       | 5 | 1 | 1 | 3 | 128:131 | 3      |
| 6    | Kuba           | 5 | 0 | 0 | 5 | 128:158 | 0      |

| Datum         | Ortszeit  | Begegnung   | Begegnung | Begegnung   | Ergebnis      |
| ------------- | --------- | ----------- | --------- | ----------- | ------------- |
| 16. September | 09:30 Uhr | Deutschland | –         | Kuba        | 30:22 (15:11) |
| 16. September | 14:30 Uhr | Jugoslawien | –         | Südkorea    | 25:24 (12:10) |
| 16. September | 19:30 Uhr | Russland    | –         | Ägypten     | 22:21 (15:7)  |
| 18. September | 09:30 Uhr | Südkorea    | –         | Deutschland | 24:24 (13:11) |
| 18. September | 14:30 Uhr | Ägypten     | –         | Jugoslawien | 22:25 (14:11) |
| 18. September | 19:30 Uhr | Kuba        | –         | Russland    | 26:31 (14:15) |
| 20. September | 11:30 Uhr | Russland    | –         | Südkorea    | 26:24 (9:11)  |
| 20. September | 14:30 Uhr | Ägypten     | –         | Kuba        | 29:26 (12:11) |
| 20. September | 21:30 Uhr | Jugoslawien | –         | Deutschland | 22:28 (11:13) |
| 22. September | 09:30 Uhr | Südkorea    | –         | Ägypten     | 21:28 (8:15)  |
| 22. September | 11:30 Uhr | Jugoslawien | –         | Kuba        | 33:26 (16:10) |
| 22. September | 19:30 Uhr | Deutschland | –         | Russland    | 25:23 (11:15) |
| 24. September | 11:30 Uhr | Kuba        | –         | Südkorea    | 28:35 (13:15) |
| 24. September | 16:30 Uhr | Deutschland | –         | Ägypten     | 21:22 (8:11)  |
| 24. September | 21:30 Uhr | Russland    | –         | Jugoslawien | 27:25 (14:12) |

#### Gruppe B
| Rang | Land       | S | G | U | V | Tore    | Punkte |
| ---- | ---------- | - | - | - | - | ------- | ------ |
| 1    | Schweden   | 5 | 5 | 0 | 0 | 155:121 | 10     |
| 2    | Frankreich | 5 | 3 | 1 | 1 | 120:104 | 7      |
| 3    | Spanien    | 5 | 3 | 0 | 2 | 144:126 | 6      |
| 4    | Slowenien  | 5 | 2 | 1 | 2 | 137:127 | 5      |
| 5    | Tunesien   | 5 | 1 | 0 | 4 | 111:117 | 2      |
| 6    | Australien | 5 | 0 | 0 | 5 | 106:178 | 0      |

| Datum         | Ortszeit  | Begegnung  | Begegnung | Begegnung  | Ergebnis      |
| ------------- | --------- | ---------- | --------- | ---------- | ------------- |
| 16. September | 11:30 Uhr | Frankreich | -         | Slowenien  | 24:24 (9:11)  |
| 16. September | 16:30 Uhr | Spanien    | -         | Tunesien   | 24:22 (12:10) |
| 16. September | 21:30 Uhr | Schweden   | -         | Australien | 44:23 (23:12) |
| 18. September | 11:30 Uhr | Tunesien   | -         | Frankreich | 17:20 (11:11) |
| 18. September | 16:30 Uhr | Australien | -         | Spanien    | 23:39 (7:17)  |
| 18. September | 19:30 Uhr | Slowenien  | -         | Schweden   | 30:32 (6:17)  |
| 20. September | 09:30 Uhr | Schweden   | -         | Tunesien   | 27:18 (13:11) |
| 20. September | 16:30 Uhr | Australien | -         | Slowenien  | 20:33 (9:14)  |
| 20. September | 19:30 Uhr | Spanien    | -         | Frankreich | 23:25 (11:11) |
| 22. September | 14:30 Uhr | Tunesien   | -         | Australien | 34:24 (15:11) |
| 22. September | 16:30 Uhr | Spanien    | -         | Slowenien  | 31:28 (17:13) |
| 22. September | 21:30 Uhr | Frankreich | -         | Schweden   | 23:24 (9:11)  |
| 24. September | 09:30 Uhr | Slowenien  | -         | Tunesien   | 22:20 (9:12)  |
| 24. September | 14:30 Uhr | Frankreich | -         | Australien | 28:16 (13:7)  |
| 24. September | 19:30 Uhr | Schweden   | -         | Spanien    | 28:27 (11:9)  |

### Finalrunde
|  | Quarter Final                 | Quarter Final                 |                               |                               | Semi Final                    | Semi Final |  |  | Final                         | Final                         |
|  |                               |                               |                               |                               |                               |            |  |  |                               |                               |
|  | 26. September 2000, 14:30 Uhr |                               |                               |                               |                               |            |  |  |                               |                               |
|  | Russland                      | 33 (14)                       |                               |                               |                               |            |  |  |                               |                               |
|  | Russland                      | 33 (14)                       | 29. September 2000, 14:30 Uhr |                               |                               |            |  |  |                               |                               |
|  | Slowenien                     | 22 (09)                       |                               |                               |                               |            |  |  |                               |                               |
|  | Slowenien                     | 22 (09)                       | Russland                      | 29 (14)                       |                               |            |  |  |                               |                               |
|  |                               |                               | Russland                      | 29 (14)                       |                               |            |  |  |                               |                               |
|  |                               | Jugoslawien                   | 26 (15)                       |                               |                               |            |  |  |                               |                               |
|  | Frankreich                    | Jugoslawien                   | 26 (15)                       | 21 (09)                       |                               |            |  |  |                               |                               |
|  | Frankreich                    |                               |                               | 21 (09)                       |                               |            |  |  |                               |                               |
|  | Jugoslawien                   | 26 (10)                       |                               | 30. September 2000, 21:30 Uhr | 30. September 2000, 21:30 Uhr |            |  |  |                               |                               |
|  | 26. September 2000, 19:30 Uhr | 26. September 2000, 19:30 Uhr | Russland                      | 28 (13)                       |                               |            |  |  |                               |                               |
|  | 26. September 2000, 16:30 Uhr | 26. September 2000, 16:30 Uhr |                               | Schweden                      | 26 (14)                       |            |  |  |                               |                               |
|  | Deutschland                   | 26 (13)                       |                               |                               |                               |            |  |  |                               |                               |
|  | Spanien                       | 27 (11)                       |                               |                               |                               |            |  |  |                               |                               |
|  | Spanien                       | 27 (11)                       | Spanien                       | 25 (10)                       |                               |            |  |  |                               |                               |
|  |                               |                               | Spanien                       | 25 (10)                       | 3rd/4th Place                 |            |  |  |                               |                               |
|  |                               | Schweden                      | 32 (15)                       |                               |                               |            |  |  |                               |                               |
|  | Schweden                      | Schweden                      | 32 (15)                       | 27 (14)                       | Jugoslawien                   | 22 (09)    |  |  |                               |                               |
|  | Schweden                      | 29. September 2000, 16:30 Uhr |                               | 27 (14)                       | Jugoslawien                   | 22 (09)    |  |  |                               |                               |
|  | Ägypten                       | 23 (12)                       |                               | Spanien                       | 26 (12)                       |            |  |  |                               |                               |
|  | Ägypten                       | 23 (12)                       |                               |                               | 26 (12)                       |            |  |  |                               |                               |
|  | 26. September 2000, 21:30 Uhr | 26. September 2000, 21:30 Uhr |                               |                               |                               |            |  |  | 30. September 2000, 19:30 Uhr | 30. September 2000, 19:30 Uhr |

#### Platzierungsspiele 9 – 12
| Datum, Uhrzeit           | Team 1   | Team 2     | Ergebnis      |
| ------------------------ | -------- | ---------- | ------------- |
| Spiel um Platz 11        |          |            |               |
| 26. Sep. 2000, 09:30 Uhr | Kuba     | Australien | 26:24 (14:15) |
| Spiel um Platz 9         |          |            |               |
| 26. Sep. 2000, 11:30 Uhr | Südkorea | Tunesien   | 24:19 (13:7)  |

#### Platzierungsspiele 5 – 8
|  | 5.–8. Platz                   | 5.–8. Platz                   |                               |         | 5./6. Platz                   | 5./6. Platz                   |
|  |                               |                               |                               |         |                               |                               |
|  | Slowenien                     | 22 (09)                       |                               |         |                               |                               |
|  | Frankreich                    | 29 (17)                       |                               |         |                               |                               |
|  | 29. September 2000, 09:30 Uhr |                               |                               |         |                               |                               |
|  |                               |                               | 30. September 2000, 16:30 Uhr |         |                               |                               |
|  | Frankreich                    | 22 (11)                       |                               |         |                               |                               |
|  |                               | Deutschland                   | 25 (11)                       |         |                               |                               |
|  |                               |                               |                               |         |                               |                               |
|  | 7./8. Platz                   |                               |                               |         |                               |                               |
|  | 29. September 2000, 11:30 Uhr | 29. September 2000, 11:30 Uhr | Slowenien                     | 28 (12) |                               |                               |
|  | Deutschland                   | 24 (10)                       | Ägypten                       | 34 (18) |                               |                               |
|  | Ägypten                       | 18 (09)                       |                               |         | 30. September 2000, 14:30 Uhr | 30. September 2000, 14:30 Uhr |

#### Spiel um Platz 3
| Datum, Uhrzeit           | Team 1      | Team 2  | Ergebnis     |
| ------------------------ | ----------- | ------- | ------------ |
| 30. Sep. 2000, 19:30 Uhr | Jugoslawien | Spanien | 22:26 (9:12) |

#### Finale
| Datum, Uhrzeit           | Team 1   | Team 2   | Ergebnis      |
| ------------------------ | -------- | -------- | ------------- |
| 30. Sep. 2000, 21:30 Uhr | Russland | Schweden | 28:26 (13:14) |

Die Halbzeitergebnisse sind in Klammern gesetzt.

### Allstar-Team
| Position         | Name              | Land        |
| ---------------- | ----------------- | ----------- |
| Tor:             | Peter Gentzel     | Schweden    |
| Linksaußen:      | Rafael Guijosa    | Spanien     |
| Rückraum links:  | Stefan Lövgren    | Schweden    |
| Rückraum Mitte:  | Talant Dujshebaev | Spanien     |
| Rückraum rechts: | Paek Won-chul     | Südkorea    |
| Rechtsaußen:     | Lew Woronin       | Russland    |
| Kreis:           | Dragan Škrbić     | Jugoslawien |

### Torschützenliste
| Pl. | Spieler              | Team        | Tore | FT | 7m |
| --- | -------------------- | ----------- | ---- | -- | -- |
| 1   | Stefan Lövgren       | Schweden    | 51   | 39 | 12 |
| 2   | Rafael Guijosa       | Spanien     | 48   | 35 | 13 |
| 3   | Roman Pungartnik     | Slowenien   | 45   | 45 | 0  |
| 4   | Paek Won-chul        | Südkorea    | 42   | 38 | 4  |
|     | Rolando Uríos        | Kuba        | 42   | 33 | 9  |
| 6   | Ashraf Mabrouk Awaad | Ägypten     | 40   | 30 | 10 |
|     | Eduard Kokscharow    | Russland    | 40   | 28 | 12 |
| 8   | Hussein Zaky         | Ägypten     | 37   | 37 | 0  |
| 9   | Yoon Kyung-Shin      | Südkorea    | 35   | 25 | 10 |
| 10  | Dragan Škrbić        | Jugoslawien | 34   | 33 | 1  |
|     | Markus Baur          | Deutschland | 34   | 17 | 17 |

FT – Feldtore, 7m – Siebenmeter

## Frauen
| Platz | Land | Spieler |
| ----- | ---- | --- |
| 1     | DEN  | Lene Rantala, Katrine Fruelund, Camilla Andersen, Mette Vestergaard, Anette Hoffmann-Møberg, Christina Roslyng, Tina Bøttzau, Janne Kolling, Anja Nielsen, Karin Mortensen, Lotte Kiærskou, Maja Grønbek, Tonje Kjærgaard, Rikke Petersen, Karen Brødsgaard Trainer: Jan Pytlick               |
| 2     | HUN  | Andrea Farkas, Tamasné Zsembery, Ildikó Pádár, Anikó Nagy, Rita Deli, Bojana Radulovics, Krisztina Pigniczki, Ágnes Farkas, Anikó Kántor, Beáta Siti, Beatrix Kökény, Katalin Pálinger, Dóra Lőwy, Anita Kulcsár, Beatrix Balogh Trainer: Lajos Mocsai                                         |
| 3     | NOR  | Heidi Tjugum, Tonje Larsen, Kjersti Grini, Kristine Duvholt, Susann Goksør Bjerkrheim, Else-Marthe Sørlie Lybekk, Monica Sandve, Mia Hundvin, Marianne Rokne, Trine Haltvik, Ann-Cathrin Eriksen, Cecilie Leganger, Birgitte Sættem, Elisabeth Hilmo, Jeanette Nilsen Trainerin: Marit Breivik |

### Vorrundenspiele
Gruppe A
| Ungarn – Angola       |  | 42:22 |
| Südkorea – Frankreich |  | 25:18 |
| Frankreich – Ungarn   |  | 22:23 |
| Rumänien – Südkorea   |  | 25:34 |
| Angola – Rumänien     |  | 25:35 |
| Ungarn – Südkorea     |  | 33:41 |
| Angola – Frankreich   |  | 27:29 |
| Rumänien – Ungarn     |  | 21:21 |
| Südkorea – Angola     |  | 31:24 |
| Frankreich – Rumänien |  | 21:18 |

Gruppe B
| Dänemark – Norwegen     |  | 17:19 |
| Australien – Brasilien  |  | 19:32 |
| Norwegen – Australien   |  | 28:18 |
| Österreich – Dänemark   |  | 26:30 |
| Brasilien – Österreich  |  | 26:45 |
| Australien – Dänemark   |  | 12:38 |
| Brasilien – Norwegen    |  | 16:30 |
| Österreich – Australien |  | 39:10 |
| Dänemark – Brasilien    |  | 39:26 |
| Norwegen – Österreich   |  | 24:21 |

### Finalspiele
| Spiel um Platz 9                  |  | Angola – Australien     |  | 26:18 |
| Viertelfinale A                   |  | Südkorea – Brasilien    |  | 35:24 |
| Viertelfinale B                   |  | Frankreich – Dänemark   |  | 26:28 |
| Viertelfinale C                   |  | Österreich – Ungarn     |  | 27:28 |
| Viertelfinale D                   |  | Norwegen – Rumänien     |  | 28:16 |
| 1. Spiel der 1/4-Finale-Verlierer |  | Brasilien – Frankreich  |  | 23:32 |
| 2. Spiel der 1/4-Finale-Verlierer |  | Österreich – Rumänien   |  | 29:23 |
| Spiel um Platz 7                  |  | Brasilien – Rumänien    |  | 33:38 |
| Spiel um Platz 5                  |  | Frankreich – Österreich |  | 32:33 |
| Halbfinale A                      |  | Südkorea – Dänemark     |  | 29:31 |
| Halbfinale B                      |  | Ungarn – Norwegen       |  | 28:23 |
| Spiel um Platz 3                  |  | Südkorea – Norwegen     |  | 21:22 |
| Finale                            |  | Dänemark – Ungarn       |  | 31:27 |